# ドイツの歌

3番の楽譜。Einigkeit und Recht und Freiheit(統一と正義と自由)の歌詞で始まる。

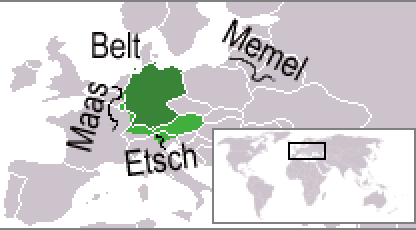
1番の歌詞において歌われる地名。
Von der Maas bis an die Memel, von der Etsch bis an den Belt.
マース川からメーメル川まで、エッチュ川からベルト海峡まで。

国歌として採用された当時のヴァイマル共和国時代のドイツの領土

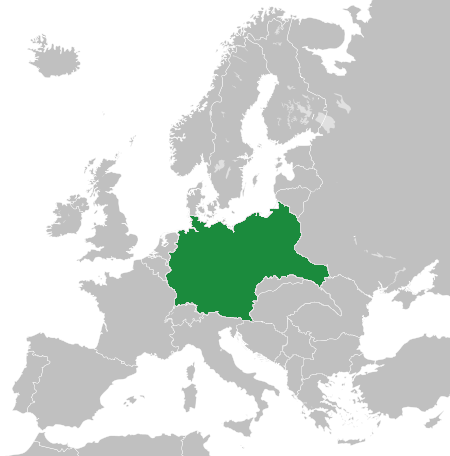
ナチス・ドイツ時代の領土

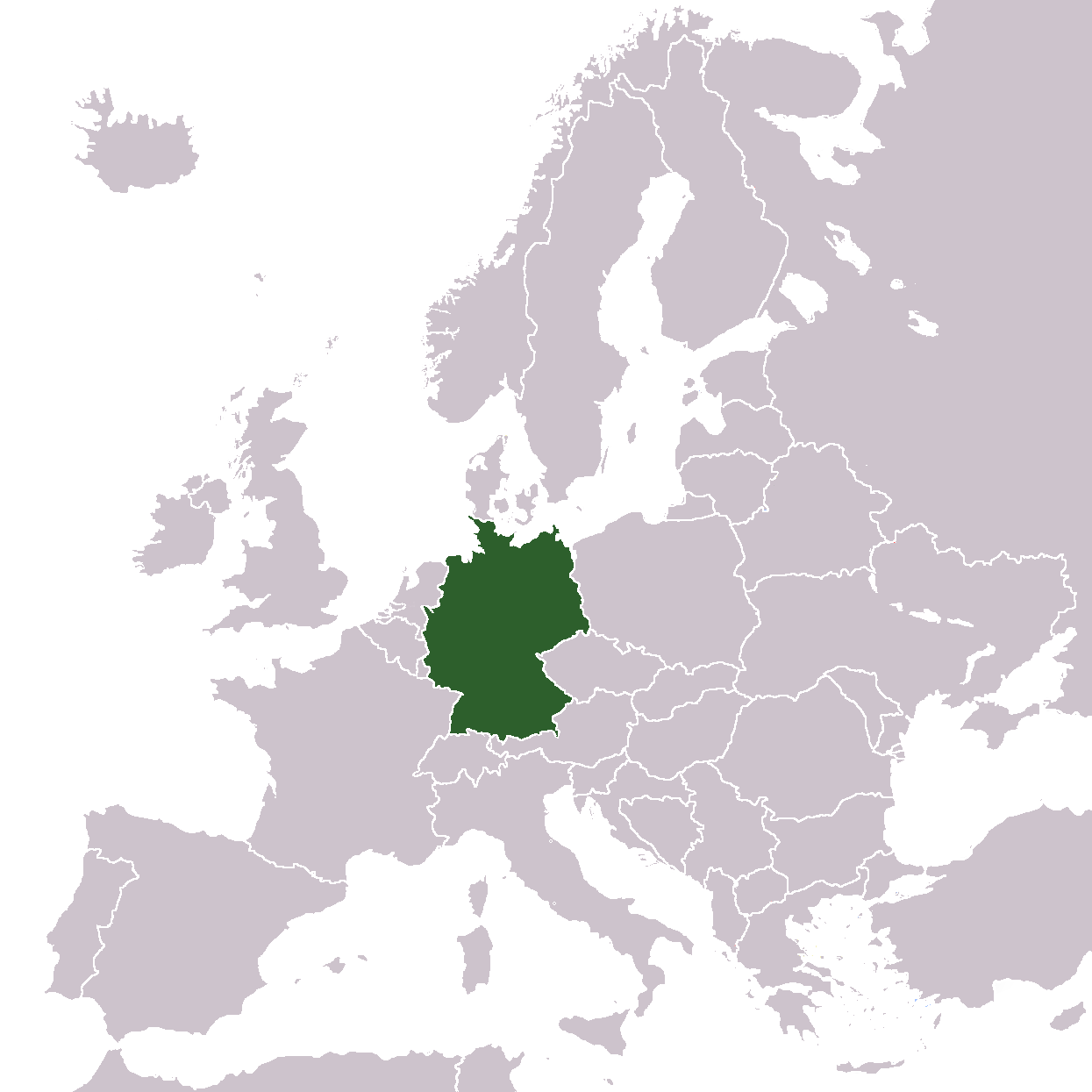
現在のドイツ連邦共和国の領土

『ドイツの歌』（ドイツのうた、ドイツ語: Deutschlandlied）または『ドイツ人の歌』(ドイツじんのうた、Das Lied der Deutschen）は、ドイツ連邦共和国の国歌である。冒頭の詞を取って『世界に冠たるドイツ』（ドイツ語: Deutschland, Deutschland über alles）ともいう。

## 概要
この歌は、フランツ・ヨーゼフ・ハイドンが1797年に神聖ローマ皇帝フランツ2世に捧げた『神よ、皇帝フランツを守り給え』（後に弦楽四重奏曲『皇帝』第2楽章の主題に用いられる）のメロディーに、1841年にアウグスト・ハインリヒ・ホフマン・フォン・ファラースレーベン (August Heinrich Hoffmann von Fallersleben) がヘルゴラント島（当時はイギリス領）で詠んだ詩を付けたものである。なお、同じメロディーはオーストリア帝国、続くオーストリア＝ハンガリー帝国でも国歌として使用したが、こちらの方がハプスブルク家の皇帝ともども元の『神よ、皇帝フランツを守り給え』を引き継いでいる。
この歌詞は、黒・赤・金の旗（現在のドイツの国旗）とともに、権威主義的な諸邦を倒して君主制下での自由主義的な統一ドイツをもたらそうとした1848年のドイツ3月革命のシンボルとなった。ドイツ帝国崩壊後のヴァイマル共和国時代に正式に国歌として採用された。
第二次世界大戦敗戦による連合軍のドイツ占領を経て、1949年に西ドイツに西側諸国の承認を得て設立されたドイツ連邦共和国では3番のみを公式なものとし、1990年11月にドイツ民主共和国を統合した際、3番のみを公式とすることを確定した。
ただし、現在でもドイツでは国歌に関する正規な法律は制定されていない。
なお、ドイツ国歌はハイドンのオリジナル版やそれに続くオーストリア＝ハンガリー帝国のバージョンと比べ、曲を若干修正し、ト長調から変ホ長調に変えたバージョンを採用している。

## 歴史
|                                                                |  |
| ホフマン・フォン・ファラースレーベン（左）とＦ．ハイドン（右） |  |

### 経緯
1815年以降、主にドイツ語が話されていた地域は39の国家(帝国1、王国5、選帝侯国1、大公国7、公国10、侯国11、自由都市4)から成り、ウィーン会議ではこれらの諸国家が結集してドイツ連邦を結成することが決まった。だが当のドイツ連邦にはその全てを束ねる国家元首も、全体を統括する役所や法律もなく、共通の経済、関税制度、軍隊も保持していなかった。そのため、批判的知識人はこうした小邦乱立と領邦君主権の撤廃とドイツ民族の統一国家建国を公然と主張していた。
当時、作詞者ホフマン・フォン・ファラースレーベンは反体制的な詩集を発行したということで、教鞭をとっていた大学から追放されて各地を放浪していた。その頃まだ英国領だったヘルゴラント島へ向かう船に、偶然フランスと英国の軍楽隊が同乗し、英国国歌『女王陛下万歳』（God Save the Queen）とフランス国歌『ラ・マルセイエーズ』（La Marseillaise）を演奏していた。当時ドイツという国はなく、「ドイツ連邦」というものがあるだけで、国歌も統一国家もなかったため、彼は大きなショックを受けたという。
そこで、ホフマンはヘルゴラント島での休暇中に、当時は夢物語と言われていたドイツ民族の統一を願ってこの歌詞を作詞し、直後の9月4日にハンブルクの出版社フリードリヒ・カンペが初版を出版した。この時、メロディーはハイドン作曲『Gott erhalte Franz den Kaiser（神よ、皇帝フランツを守りたまえ）』を借用した。1番における「世界の全てのものをこえるドイツの国よ!（Deutschland über alles in der Welt）」という言葉には、元々ホフマンのドイツ民族の統一を悲願する意味が込められていたと言われている。

### ドイツ帝国時代まで
この歌が初めて公開の場にて演奏されたのは、1841年10月5日のハンブルクで行われた松明行列に際してであり、公式の席で初めて歌われたのは、1890年にヘルゴラント島がヘルゴラント＝ザンジバル条約によりドイツ領となった時であった。しかし、当時はまだ国歌となるまでには至らず、1871年のドイツ帝国成立時にはそれまで広く知れ渡っていた『ラインの守り』に代えて『皇帝陛下万歳』を非公式ながら国歌とし、1918年の帝政崩壊まで使用した。
一方、この当時から既に1番の歌詞が行き過ぎであるとの批判が絶えなかった。これは、ドイツ帝国の時代でも、マース川流域は大半がフランスないしベルギー国内であり、エチュ川はオーストリア＝ハンガリー帝国とイタリア王国を流れ、ベルト海峡はデンマークにあったことが理由である。

### ヴァイマル共和政からナチス・ドイツまで
第一次世界大戦後、ヴァイマル共和政時代の1922年8月11日、社会民主党政権が正式な国歌として制定した。この時点では「国歌」という名称は使用されなかった。これに対してフリードリヒ・エーベルト大統領は式典の挨拶で以下のように述べた。
また、ヴァイマル共和政時代には、一時期4番が作られたが、すぐに人々から忘れ去られた。
その後、アドルフ・ヒトラーが政権を掌握してから僅か数週間後に、ナチス指導部はこの国歌をナチスの党歌『旗を高く掲げよ』と組み合わせ、2番と3番を演奏禁止にした上で、「最初に国歌1番を歌い、次に『旗を高く掲げよ』を歌う」を公式とし、ナチス・ドイツ時代ではこの2つの歌を連続して歌うことが実質的な国歌とされた。この時、ナチスが1番をドイツ人の優越や領土拡大を目指した解釈に変更したため、第二次世界大戦後は、「歌詞が軍国主義的である」「歌詞がナチス・ドイツの覇権を正当化するもので、覇権主義の野望が盛り込まれている」「戦後ドイツの領土ではなくなった地名が含まれており、外国を刺激する」という批判を受ける原因になった。

### 冷戦以降
第二次世界大戦後、連合国を始め他国の人々からは、『ドイツの歌』はナチスの狂信的人種差別と世界制覇の野望を強烈に表す象徴と見られており、連合軍は『ドイツの歌』を禁止にして処罰の対象とした。しかし、1948年にヴォルフスブルクでドイツ帝国党の集会の時にその禁を破ってこの歌が再び歌われた。
ドイツ連邦共和国（西ドイツ）の初代連邦大統領となったテオドール・ホイスは、「この歌に関しては、政治家も占領軍も、ドイツ人のこの歌に寄せる強い思いを恐らく過小評価していた」と、後に述べている。そのため、西ドイツ建国直後に、早くも複数の党の議員達が、『ドイツの歌』の1番から3番までを国歌とする議案を提出した。
西ドイツではナチス・ドイツ時代に使用されたこの国歌を引き継ぐのに抵抗を感じ、全く新しい国歌を制定しようとする試みがあった。ホイス大統領は、民主的国家としてのドイツの新たな始まりを明らかにするために、新しい国歌が必要であると考えていた。
そのため、まずは1950年8月に『ドイツ人の歌』に代わり、『Ich hab mich ergeben（我はこの身を故国に捧げり）』を代用し、それと同時に、詩人のルドルフ・アレクサンダー・シュレーダーと作曲家のカール・オルフに新しい国歌の制作を依頼した。オルフが断ったために、代わってヘルマン・ロイターが新しい国歌『Land des Glaubens, deutsches Land（信仰の国ドイツ）』を作曲し、1950年の大晦日に初演されたが、国民からは全く反響がなく、受け入れられなかった。更に、1951年秋に実施した世論調査では、西ドイツ国民の3/4が『ドイツの歌』を再び国歌とすることに賛同し、また約1/3の国民が将来1番の代わりに3番を歌うことに賛成した。しかし、『ドイツの歌』そのものへの連合軍の禁止措置はなおも続いた。
コンラート・アデナウアー首相は、既に国歌の問題の難しさを痛感しており、1950年4月に議会で自ら『ドイツの歌』をあからさまに歌い出し、議員の大半が感動して共に3番を歌った時には、同席していた連合軍幹部達は驚きと不快感を露にし、すぐに大きな政治問題となった。それでもアデナウアーは1951年初め、自身の75歳の誕生日の式典において、ボン市庁舎の外階段に居並ぶ人々に、一緒に『ドイツの歌』3番を歌うように促した。最初、楽団は予定になかった歌の演奏を拒否したが、アデナウアーは最後にはその意志を通して演奏が行われた。
これを契機に、1951年10月、キリスト教民主同盟カールスルーエ支部はホイス大統領に対して、「『ドイツの歌』の禁止処分を解き、3番だけでもドイツの伝統を汲んで国歌としての扱いを受けるべきである」と全会一致で要請した。その後も、連邦政府の公報において、アデナウアーは「この歌ほどドイツ国民の心に深く根ざしているものは他にない」と説き、ホイス大統領との書簡を往復させた後、アデナウアーは1952年5月にその意志を通した。
このようにして、当時の流行歌を用いたり、ベートーヴェンの第九を代用したりしたこともあったが、どれもこれといったものが出てこなかった。その後、西ドイツがオリンピックに復帰するに当たり、偶然にも3番の歌詞が東西に分断された祖国の統一を願う詩として最適ということになり、1952年に3番を歌詞として、再び正式に国歌と決められた。
一方で、これにより国歌に昇格したのが、この歌の3番のみであったのか、この歌全体であったのかに関して、法律家が冷戦終了まで論争を繰り広げたが、結論がつかず、1990年3月に、連邦憲法裁判所が、3番のみが「刑法によって保護される」と判断して決着がついた。
『ドイツの歌』は、1990年の東西統一後も引き継がれ、1991年11月にリヒャルト・フォン・ヴァイツゼッカー大統領とヘルムート・コール首相との間で、40年前のホイス大統領とアデナウアー首相との歴史的往復書簡に準拠して、ドイツの歌3番を統一ドイツの国歌と宣言する旨の合意が書簡の往復でなされた。しかし、ドイツ連邦共和国における国歌に関する正規の法律は未だに策定されていない。

## 歌詞への評価

### 1番
神聖ローマ帝国の形骸化と解体以降、ドイツ語圏の諸邦が一部を除き小国に分裂していた状況に対して、ドイツ人たちが「同じ言葉を話す人々が集まり統一国家を築こう」と立ち上がりドイツ語圏を統一すべきとの悲願が込められている。当時のドイツ連邦はドイツ語を話さない民族の住む地方を多く抱える一方で、例えば東プロイセンのようにドイツ語が優勢な地域が除外されていた。1番は、ドイツ語話者の多い地域をドイツという国民国家へまとめあげることを目指しており、言語と国民国家の範囲を一致させようという19世紀のナショナリズムを反映した歌詞である。
歌詞にある「Deutschland, Deutschland über alles (ドイツよ、ドイツよ、すべてのものの上にあれ)」は、本来は上述の通り、当時の39の国家全てを超越したドイツ人の統一国家を築くことへの願いを込めたものであった。
マース川は、現在はオランダ領であるリンブルフを貫いて流れる川で、ドイツ語の最西部の方言リンブルフ語を話す人々が住んでいた。メーメル川（ネマン川）は、東プロイセン北部を流れる川で、ドイツ語圏の最東北端といえる地域であった。エチュ川（アディゲ川）は、現在はイタリア領だが、19世紀当時はすべてオーストリア帝国の領域であり、特に上流の南チロルはドイツ語が優勢な地域でいまでもドイツ語圏の最南部である。ベルト海峡は、ドイツ語圏の最北部でありデンマークの属領でもあるシュレースヴィヒ公国の東海岸にあるが、公国南部のホルシュタインに住む民族ドイツ人は、デンマーク支配への反感を強めており、帰属をめぐるシュレースヴィヒ＝ホルシュタイン問題が起こっていた。
ナチス・ドイツ時代には1番のみを国歌とし、ドイツ人の優越や領土拡大を盛んに呼びかけた。しかし第二次世界大戦後、上述のような批判を受け、また歌詞にある「マース川からメーメル川まで、エチュ川からベルト海峡まで」は、ドイツ統一時にはドイツ領であったが、第二次世界大戦後に失われた領土であることもあって、2番と共に流されず、3番のみ流れる。

### 2番
当時またはそれまでのドイツの文化、歴史について書かれている。ドイツのワインは主にライン川流域で生産されているが、ナポレオンによるドイツ支配体制がしかれていた1807年当時では、ライン左岸地域はフランス帝国の直轄地であった。ライン右岸地域においても、同盟を形成させ、フランスの管轄下に置かれていた。ナポレオンの失脚後は、ウィーン会議を経て、ドイツ連邦内に組み込まれた。歌詞の内容がもっぱら言葉遊びに終始していることや、女性差別と解されることから、正式に採用されていない。

### 3番
ドイツ民族の統一に対しての展望が書かれている。歌詞中にあるフレーズ「Einigkeit und Recht und Freiheit; 統一（団結）と正義（権利、法）と自由」は、ドイツ連邦共和国（西ドイツおよび統一ドイツ）の標語となっている。
1989年にベルリンの壁が崩壊した時、街の至る所で3番が歌われたという。また、11月9日の西ドイツ連邦議会ではニュースの一報が入り各派の演説の後に議員らが自発的に3番を歌っている。

### 4番
第一次世界大戦後、敗戦国である当時のドイツでは、フランス占領軍に対する国民の不満から、ドイツの国家としての正当性の主張が求められた。そんな中、アルベルト・マッタライという人物によってこの歌詞が作られた。
内容は「苦難の時も常にドイツは正義であること」を歌うもの。この4番はナチス時代には歌われており、比較的知られていた歌詞だった。しかし、総統アドルフ・ヒトラーの自殺と共にナチス第三帝国は完全に滅亡した。
それから年月は経過し、ドイツ国民から次第に忘れ去られていったために「幻の歌詞」となってしまった。4番は決して法的に禁止された歌詞ではないものの、やはり現在のドイツでは一般に知る人間は少ない。

### 論争
オーストリア人ハイドンがハプスブルク家の皇帝を賛美するために作り、ハプスブルク家統治下のオーストリア帝国国歌でもあった曲がドイツ国歌となっていることに釈然としないオーストリア人は多い。これに対してドイツ側の見解はおおむね次の通りである。
- 1806年以前にはオーストリアという国は存在しなかった。法的には「ドイツ人の神聖ローマ帝国」の皇帝であるハプスブルク家が大公を兼ねるオーストリア大公領でしかなかった。したがって、作曲当時は「オーストリア皇帝」ではなく「ドイツ皇帝（神聖ローマ皇帝）」に捧げられたものである。
- 1806年以降もオーストリア帝国は1866年までドイツ連邦の議長国として、分裂ドイツ国家のリーダー役と見なされていた。

最近では同じ論法で、モーツァルトを「史上偉大なドイツ人」として顕彰しようとしたドイツのマスコミ（ZDF）が論議を巻き起こしており、議論は収まりそうにない（これに対しオーストリア人は「当時「ドイツ国」という国家もなかったのだから、ゲーテは「ドイツ人」ではない」と反論した）。一方、オーストリア国内でもドイツ民族主義が急進しており、「祖国ドイツよ」と歌詞で強調されるこの歌を高唱する右翼学生も、ウィーンでは目につく。オーストリアが名実ともにドイツの中心的存在であった時期に作られたこの曲が、オーストリアを除外したドイツの国歌として現在も使用されていることは、かつての大ドイツ主義、ドイツ民族主義を微妙に揺さぶる要素をはらんでいる。
このほかに2018年時点、ドイツ政府の男女共同参画を担当している社会民主党系の女性ジェンダー活動家が、歌詞のうち男性を示す「父なる」の除外や「兄弟」の語の置き換えを提唱し、論争となっている。保守系政治家をはじめ、女性のアンゲラ・メルケル首相も反対を表明している。なおオーストリア国歌では2012年、「息子たち」に「娘たち」を付け加える歌詞変更が行われている。

## 賛美歌との関係
メロディーは、1802年頃には英米で賛美歌（チューン・ネーム：Austria）として採用されており、これはホフマン・フォン・ファラースレーベンによる愛国歌の作詞より前のことである。
メロディーの使用例として、日本基督教団讃美歌 (1954年版)194番『さかえにみちたる』が挙げられる。原歌詞は「アメイジング・グレイス」で有名なジョン・ニュートンによる（1779年、歌詞初行: Glorious things of thee are spoken）。神が治める天のエルサレムを称える内容であり、皇帝賛歌とは関係がない。日本基督教団の最新の賛美歌集 (讃美歌21) には採用されなかったが、日本福音連盟新聖歌（2001年版）145番、救世軍歌（1997年版）362番・367番などでは引き続きこのメロディーが使用されている。
国歌と賛美歌が同じメロディーを用いているために生じた問題もある。
エホバの証人も、1905年から1938年頃までこの賛美歌を歌っていた（歌詞はジョン・ニュートンの詞のアレンジ版）。ナチスによる弾圧が強まった1933年の6月、ドイツの信者らはベルリンで抗議集会を開催したが、開会の歌がこの賛美歌であった。これは後に、「ナチス懐柔のために国歌の曲を歌った」と批評家から指摘されることになった。エホバの証人側は「1905年以来賛美歌として歌ってきた曲が 後からドイツ国歌とされた」と反論している。さらに、批評家からは「教団のドイツ語版歌集に初掲載されたのは1928年で、ドイツ国歌となった1922年より後」と指摘されたが（参照： ドイツ語サイト）、しかし、ドイツ国歌はナチス台頭前から存在すること、当時エホバの証人の活動が政府の監視下にあったこと、当時の翻訳はタイプライターなどを使って手作業でなされたことなどを考え、エホバの証人側はこうした非難は事実無根であると反論している。

## その他
- イギリスのロック歌手ピート・ドハーティが、2009年11月28日にミュンヘンで生中継されていた音楽祭でドイツ国歌の1番を歌い、観客からやじを浴びせられ、さらに歌を止めに入った司会者にマイクを投げつける事件を起こした。その後、主催者側から謝罪を求められ、ドハーティは11月30日に謝罪した。また彼の広報担当者は、スカイニュースのウェブサイトで、「ドイツの国歌の問題を認識していなかった」「感情を害したとしたら、深く謝罪する」と述べた[12][13]。

- 2017年2月11日にアメリカのハワイで行われたフェドカップにて、アメリカ対ドイツの試合前の斉唱で、ドイツ国歌の1番が歌われるハプニングがあり、米テニス協会がドイツチームやファンに対して謝罪した[14][15]。